# Zdeněk Pičman
Zdeněk Pičman, né le 23 janvier 1933 à Příbram et mort le 6 juillet 2014 à Třebihošť, est un footballeur tchécoslovaque. Il évolue au poste d'attaquant, de milieu de terrain puis de défenseur du milieu des années 1950 à la fin des années 1960.
Après des débuts au VTJ Písek, puis un passage au Dynamo Prague, il fait l'essentiel de sa carrière au Spartak Hradec Králové avec qui il gagne le championnat en 1960.
International à une reprise, il remporte  la médaille d'argent avec la Tchécoslovaquie olympique aux Jeux olympiques d'été de 1964.

## Biographie
Zdeněk Pičman commence le football dans l'équipe de jeunes du Slavia Karlovy Vary. Dans le championnat tchécoslovaque, il joue deux ans au VTJ Písek lors de son service militaire, puis rejoint pour un an le Dynamo Prague. En 1956, il intègre les rangs du Spartak Hradec Králové, avec qui il remporte en 1960, le titre de champion, le seul dans l'histoire du club et le premier titre de champion échappant à un club de Prague ou de Bratislava. Il commence sa carrière au poste d'attaquant, puis recule au milieu de terrain avant d'occuper le poste de défenseur à l'arrêt de Jiří Hledík. En championnat, il dispute au total 291 rencontres pour 19 buts inscrits et, est considéré comme le deuxième meilleur joueur de l'histoire du club derrière Jiřím Hledíkem.
Sa seule sélection en équipe nationale a lieu en mai 1964 lors d'un match (un match amical contre la Yougoslavie, une défaite trois buts à deux. Il compte également cinq sélections en équipe B et 17 en équipe olympique.
Il meurt le 6 juillet 2014 à Třebihošť,.

## Palmarès
Zdeněk Pičman remporte avec le Spartak Hradec Králové le titre de champion en 1960.
Avec l'équipe nationale olympique, il gagne la médaille d'argent aux Jeux olympiques de 1964.